# 孔多爾瓦西山 (胡安埃斯皮諾薩梅德拉諾區)
14°34′21″S 72°50′57″W / 14.57250°S 72.84917°W
孔多爾瓦西山（Kuntur Wasi），是秘魯的山峰，位於該國南部阿普里馬克大區，由安塔班巴省的胡安埃斯皮諾薩梅德拉諾區負責管轄，屬於萬索山脈的一部分，海拔高度4,800米。